# Ojos de Agua
Ojos de Agua – gmina (municipio) w środkowym Hondurasie, w departamencie Comayagua. W 2010 roku zamieszkana była przez ok. 21,2 tys. mieszkańców. Siedzibą administracyjną jest miejscowość Ojos de Agua.

## Położenie
Gmina położona jest w zachodniej części departamentu. Graniczy z 4 gminami:
- Las Lajas od północy,
- La Libertad od wschodu,
- La Trinidad od południa,
- Meámbar od zachodu.

## Miejscowości
Według Narodowego Instytutu Statystycznego Hondurasu na terenie gminy położone były następujące wsie:

- Ojos de Agua
- Agua Blanca
- Buen Pastor
- Campo Dos
- Corralitos
- El Hielo
- El Pacayal
- El Pinabetoso
- El Robledal
- La Balastrera
- La Candelaria
- La Cañada
- La Providencia
- Los Anises
- Los Dos Ríos
- Los Guineos
- Portillo Grande
- San Rafael

## Demografia
Według danych honduraskiego Narodowego Instytutu Statystycznego na rok 2010 struktura wiekowa i płciowa ludności w gminie przedstawiała się następująco:
| Wiek         | 0–3   | 4–6   | 7–12  | 13–17 | 18–24 | 25–64 | 65+ | razem  |
| Ojos de Agua | 2 765 | 1 920 | 3 662 | 2 530 | 2 724 | 6 891 | 670 | 21 163 |
| Mężczyźni    | 1 422 | 962   | 1 887 | 1 228 | 1 395 | 3 509 | 362 | 10 765 |
| Kobiety      | 1 343 | 958   | 1 776 | 1 302 | 1 329 | 3 382 | 308 | 10 398 |